# 飯田宗孝
飯田 宗孝（いいだ むねたか、1957年10月22日 - 2022年5月7日）は、日本のバレエダンサー、バレエ指導者である。1980年にチャイコフスキー記念東京バレエ団に入団し、主力ダンサーの1人となってクラシックからコンテンポラリーに至る幅広いレパートリーを踊った。彼が初演者となった『ザ・カブキ』の「定九郎」は、振付家モーリス・ベジャールがそのキャラクターに触発されて創造したものであった。バレエ・マスターとして後進の指導にも携わり、2004年から東京バレエ団の芸術監督に就任している。

## 経歴
16歳のときからショービジネスの世界に入り、クラブやホテルで舞台に出演していた。クラシックバレエの道に進んだのは、23歳のときであった。1980年、チャイコフスキー記念東京バレエ団に入団し、クラシックからコンテンポラリーに至る幅広いレパートリーでさまざまな役柄を踊り演じた。
1983年、飯田にとって決定的な転機が訪れた。この年の秋、ベジャール振付の『さすらう若者の歌』（グスタフ・マーラー音楽）を溝下司朗とともに踊って好評を得た。本来飯田は、この作品ではアンダースタディであった。リハーサル時にベジャールは直接飯田の踊りを見て、正式なキャストに登用した。
1986年に初演されたベジャール振付『ザ・カブキ』（黛敏郎音楽）では、「定九郎」と「師直」を踊り演じた。とりわけ定九郎については、ベジャールが飯田のキャラクターに触発されて創造したものであった。その後もベジャールは飯田を重用し、飯田自身も「ベジャールの作品は表現力がないとおもしろくない。自分に合っている」とかつて発言していた。1993年に東京バレエ団が海外公演で上演した『M』では、「シ（死）』役に剃髪して挑み、その存在感と表現力を称賛された。1999年に東京バレエ団初演となった『くるみ割り人形』（ベジャール版）では、オリジナルのベジャール版で第1幕終わりの雪のシーンで登場した「アコーディオン弾き」の代わりに、降りつのる雪の中を橇に乗って登場し、さまざまなマジックを披露する「マジック・キューピー」役を演じた。
その他のレパートリーでは、1984年の『プレイ・バッハ』（ヨハン・ゼバスティアン・バッハ／ジャック・ルーシェ音楽、クロード・ベッシー振付）で主役に抜擢され、ベッシー自身から称賛を受けた。1994年にイリ・キリアン振付で東京バレエ団が世界初演した『パーフェクト・コンセプション』（ヨハン・ゼバスティアン・バッハ、ジョン・ケージ、レスリー・スタック音楽）では、キリアンとのコラボレーションを通じて作品の表現に深みと繊細さを現出させた。他にも『白鳥の湖』の道化、『眠れる森の美女』の猫、『タムタム』（フェリックス・ブラスカ振付）のソロなどで個性を発揮し、『ラ・シルフィード』（ピエール・ラコット版）の魔女マッジや『ドン・キホーテ』のサンチョ・パンサのようなキャラクテール的な役柄でも活躍した。
東京バレエ団では、バレエ・マスターとして後進の指導にも携わった。2004年秋に前任の溝下の仕事を引き継ぎ、東京バレエ団の芸術監督に就任した。2007年11月のベジャールの死去時には、日本から佐々木忠次（東京バレエ団及び日本舞台芸術振興会創設者）とともにローザンヌへ出向き、最期の別れに立ち会っている。